# Liphard-Julien Lefort
Liphard Julien Lefort est un homme politique français né en 1737 à Orléans (Loiret) et décédé le 17 mars 1812 au même lieu.
Négociant à Orléans, il est député du tiers état aux États généraux de 1789 pour le bailliage d'Orléans, votant avec la majorité. Il est ensuite président du tribunal de commerce et administrateur de l'hôpital général.

## Sources
- « Liphard-Julien Lefort », dans Adolphe Robert et Gaston Cougny, Dictionnaire des parlementaires français, Edgar Bourloton, 1889-1891 [détail de l’édition]